# Liste des titres musicaux numéro un en Allemagne en 1999
Cette page liste les titres numéro un dans les meilleures ventes de disques en Allemagne pour l'année 1999 selon Media Control Charts. 
Les classements sont issus des 100 meilleures ventes de singles et des 100 meilleures ventes d'albums. Ils se déroulent du vendredi au jeudi, et sont publiés le mardi par l'industrie musicale allemande.

## Classement des singles
| №  | Date         | Artiste             | Titre                           |
| -- | ------------ | ------------------- | ------------------------------- |
| 1  | 1er janvier  | Loona               | Hijo de la Luna                 |
| 2  | 8 janvier    | Loona               | Hijo de la Luna                 |
| 3  | 15 janvier   | Emilia              | Big Big World                   |
| 4  | 22 janvier   | Emilia              | Big Big World                   |
| 5  | 29 janvier   | Emilia              | Big Big World                   |
| 6  | 5 février    | Emilia              | Big Big World                   |
| 7  | 12 février   | Emilia              | Big Big World                   |
| 8  | 19 février   | Emilia              | Big Big World                   |
| 9  | 26 février   | Emilia              | Big Big World                   |
| 10 | 5 mars       | Britney Spears      | ...Baby One More Time           |
| 11 | 12 mars      | Britney Spears      | ...Baby One More Time           |
| 12 | 19 mars      | Britney Spears      | ...Baby One More Time           |
| 13 | 26 mars      | Britney Spears      | ...Baby One More Time           |
| 14 | 2 avril      | Britney Spears      | ...Baby One More Time           |
| 15 | 9 avril      | Britney Spears      | ...Baby One More Time           |
| 16 | 16 avril     | Mr. Oizo            | Flat Beat                       |
| 17 | 23 avril     | Mr. Oizo            | Flat Beat                       |
| 18 | 30 avril     | Mr. Oizo            | Flat Beat                       |
| 19 | 7 mai        | Mr. Oizo            | Flat Beat                       |
| 20 | 14 mai       | Backstreet Boys     | I Want It That Way              |
| 21 | 21 mai       | Backstreet Boys     | I Want It That Way              |
| 22 | 28 mai       | Lou Bega            | Mambo No. 5                     |
| 23 | 4 juin       | Lou Bega            | Mambo No. 5                     |
| 24 | 11 juin      | Lou Bega            | Mambo No. 5                     |
| 25 | 18 juin      | Lou Bega            | Mambo No. 5                     |
| 26 | 25 juin      | Lou Bega            | Mambo No. 5                     |
| 27 | 2 juillet    | Lou Bega            | Mambo No. 5                     |
| 28 | 9 juillet    | Lou Bega            | Mambo No. 5                     |
| 29 | 16 juillet   | Lou Bega            | Mambo No. 5                     |
| 30 | 23 juillet   | Lou Bega            | Mambo No. 5                     |
| 31 | 30 juillet   | Lou Bega            | Mambo No. 5                     |
| 32 | 6 août       | Lou Bega            | Mambo No. 5                     |
| 33 | 13 août      | Eiffel 65           | Blue (Da Ba Dee)                |
| 34 | 20 août      | Eiffel 65           | Blue (Da Ba Dee)                |
| 35 | 27 août      | Eiffel 65           | Blue (Da Ba Dee)                |
| 36 | 3 septembre  | Eiffel 65           | Blue (Da Ba Dee)                |
| 37 | 10 septembre | Eiffel 65           | Blue (Da Ba Dee)                |
| 38 | 17 septembre | Eiffel 65           | Blue (Da Ba Dee)                |
| 39 | 24 septembre | Eiffel 65           | Blue (Da Ba Dee)                |
| 40 | 1er octobre  | Eiffel 65           | Blue (Da Ba Dee)                |
| 41 | 8 octobre    | Eiffel 65           | Blue (Da Ba Dee)                |
| 42 | 15 octobre   | The Bloodhound Gang | The Bad Touch                   |
| 43 | 22 octobre   | Oli.P               | So bist Du (und wenn du gehst…) |
| 44 | 29 octobre   | Oli.P               | So bist Du (und wenn du gehst…) |
| 45 | 5 novembre   | Oli.P               | So bist Du (und wenn du gehst…) |
| 46 | 12 novembre  | Oli.P               | So bist Du (und wenn du gehst…) |
| 47 | 19 novembre  | Oli.P               | So bist Du (und wenn du gehst…) |
| 48 | 26 novembre  | Stefan Raab         | Maschen-Draht-Zaun              |
| 49 | 3 décembre   | Stefan Raab         | Maschen-Draht-Zaun              |
| 50 | 10 décembre  | Stefan Raab         | Maschen-Draht-Zaun              |
| 51 | 17 décembre  | Stefan Raab         | Maschen-Draht-Zaun              |
| 52 | 24 décembre  | Stefan Raab         | Maschen-Draht-Zaun              |
| 53 | 31 décembre  | Stefan Raab         | Maschen-Draht-Zaun              |

## Classement des albums
| №  | Date         | Artiste                        | Titre                           |
| -- | ------------ | ------------------------------ | ------------------------------- |
| 1  | 1er janvier  | Westernhagen                   | Radio Maria                     |
| 2  | 8 janvier    | Madonna                        | Ray of Light                    |
| 3  | 15 janvier   | Madonna                        | Ray of Light                    |
| 4  | 22 janvier   | Xavier Naidoo                  | Nicht von dieser Welt           |
| 5  | 29 janvier   | Xavier Naidoo                  | Nicht von dieser Welt           |
| 6  | 5 février    | BAP                            | Comics & Pin-Ups                |
| 7  | 12 février   | Cher                           | Believe                         |
| 8  | 19 février   | Cher                           | Believe                         |
| 9  | 26 février   | Cher                           | Believe                         |
| 10 | 5 mars       | Modern Talking                 | Alone                           |
| 11 | 12 mars      | Modern Talking                 | Alone                           |
| 12 | 19 mars      | Modern Talking                 | Alone                           |
| 13 | 26 mars      | Modern Talking                 | Alone                           |
| 14 | 2 avril      | Cher                           | Believe                         |
| 15 | 9 avril      | Britney Spears                 | ...Baby One More Time           |
| 16 | 16 avril     | Britney Spears                 | ...Baby One More Time           |
| 17 | 23 avril     | Xavier Naidoo                  | Nicht von dieser Welt           |
| 18 | 30 avril     | The Cranberries                | Bury the Hatchet                |
| 19 | 7 mai        | Die Fantastischen Vier         | 4:99                            |
| 20 | 14 mai       | Die Fantastischen Vier         | 4:99                            |
| 21 | 21 mai       | Die Fantastischen Vier         | 4:99                            |
| 22 | 28 mai       | Backstreet Boys                | Millennium                      |
| 23 | 4 juin       | Backstreet Boys                | Millennium                      |
| 24 | 11 juin      | Backstreet Boys                | Millennium                      |
| 25 | 18 juin      | Backstreet Boys                | Millennium                      |
| 26 | 25 juin      | Jamiroquai                     | Synkronized                     |
| 27 | 2 juillet    | Jamiroquai                     | Synkronized                     |
| 28 | 9 juillet    | Jamiroquai                     | Synkronized                     |
| 29 | 16 juillet   | Buena Vista Social Club (film) | Bande Originale                 |
| 30 | 23 juillet   | Buena Vista Social Club (film) | Bande Originale                 |
| 31 | 30 juillet   | Buena Vista Social Club (film) | Bande Originale                 |
| 32 | 6 août       | Buena Vista Social Club (film) | Bande Originale                 |
| 33 | 13 août      | Buena Vista Social Club (film) | Bande Originale                 |
| 34 | 20 août      | Buena Vista Social Club (film) | Bande Originale                 |
| 35 | 27 août      | Buena Vista Social Club (film) | Bande Originale                 |
| 36 | 3 septembre  | Buena Vista Social Club (film) | Bande Originale                 |
| 37 | 10 septembre | Rammstein                      | Live aus Berlin                 |
| 38 | 17 septembre | Buena Vista Social Club        | Bande Originale                 |
| 39 | 24 septembre | Echt                           | Freischwimmer                   |
| 40 | 1er octobre  | Echt                           | Freischwimmer                   |
| 41 | 8 octobre    | Sting                          | Brand New Day                   |
| 42 | 15 octobre   | The Bloodhound Gang            | Hooray for Boobies              |
| 43 | 22 octobre   | The Bloodhound Gang            | Hooray for Boobies              |
| 44 | 29 octobre   | The Bloodhound Gang            | Hooray for Boobies              |
| 45 | 5 novembre   | Genesis                        | Turn It on Again: The Hits      |
| 46 | 12 novembre  | The Bloodhound Gang            | Hooray for Boobies              |
| 47 | 19 novembre  | Cher                           | The Greatest Hits               |
| 48 | 26 novembre  | Céline Dion                    | All The Way... A Decade of Song |
| 49 | 3 décembre   | Metallica                      | S&M                             |
| 50 | 10 décembre  | Céline Dion                    | All The Way... A Decade of Song |
| 51 | 17 décembre  | Die Toten Hosen                | Unsterblich                     |
| 52 | 24 décembre  | Céline Dion                    | All The Way... A Decade of Song |
| 53 | 31 décembre  | Céline Dion                    | All The Way... A Decade of Song |

## Hit-Parade de l'année
| Singles | Albums |
| --- | --- |
| 1. Lou Bega – Mambo No. 5 (A Little Bit Of …) 2. Eiffel 65 – Blue (Da Ba Dee) 3. Whitney Houston – My Love Is Your Love 4. Britney Spears – ...Baby One More Time 5. Xavier Naidoo – Sie sieht mich nicht 6. Wamdue Project – King of My Castle 7. Mr. Oizo – Flat Beat 8. Die Fantastischen Vier – MfG – Mit freundlichen Grüßen 9. Emilia – Big Big World 10. Christina Aguilera – Genie in a Bottle | 1. Buena Vista – Buena Vista Social Club 2. Whitney Houston – My Love Is Your Love 3. Xavier Naidoo – Nicht von dieser Welt 4. Ibrahim Ferrer feat. Ry Cooder – Buena Vista Social Club presents 5. Cher – Believe 6. Die Fantastischen Vier – 4:99 7. George Michael – Ladies & Gentlemen: The Best of 8. TLC – Fanm@il 9. Red Hot Chili Peppers – Californication 10. Jamiroquai – Synkronized |